# Tina George
Tina Wilson George (ur. 5 listopada 1978) – amerykańska zapaśniczka. Dwukrotnie stawała na drugim stopniu podium mistrzostw świata, w 2002 i 2003. Złoto na igrzyskach panamerykańskich w 2003. Złoto (w 2001) i srebro (w 2003) na mistrzostwach panamerykańskich. Czwarta w Pucharze Świata w 2003 i piąta w 2005 roku.